# Дальнее (Дагестан)
Дальнее (Дальний) — село в Кизлярском районе Дагестана. Входит в состав сельского поселения «Сельсовет «Кизлярский»».

## Географическое положение
Населённый пункт расположен у канала Кизляр-Каспий, в 10 км к северу-востоку от города Кизляр.

## История
Образован как посёлок 6-го отделения совхоза «Кизлярский».

## Население
| 1970 | 1989 | 2002 | 2010 | 2021 |
| ---- | ---- | ---- | ---- | ---- |
| 354  | ↘250 | ↗363 | ↗416 | ↘380 |

Национальный состав
По данным Всероссийской переписи населения 2010 года:
| № | Национальность | Численность, чел. | Доля   |
| - | -------------- | ----------------- | ------ |
| 1 | аварцы         | 244               | 58,7 % |
| 2 | русские        | 62                | 14,9 % |
| 3 | цахуры         | 36                | 8,7 %  |
| 4 | табасараны     | 17                | 4,1 %  |
| 5 | лакцы          | 12                | 2,9 %  |
| 6 | другие         | 45                | 10,8 % |

По данным Всероссийской переписи населения 2010 года, в селе проживало 416 человек (185 мужчин и 231 женщина).